# Дзанетти, Франческо
Франче́ско Дзане́тти, или Франче́ско Цане́тти (итал. Francesco Zanetti), в некоторых источниках Франче́ско Дзанне́тти (итал. Francesco Zannetti), полное имя Франче́ско Мари́я Дзане́тти (итал. Francesco Maria Zanetti; 28 марта 1737, Вольтерра, Великое герцогство Тосканское — 31 января 1788, Перуджа, Папская область) — итальянский композитор и капельмейстер. Его музыка сочетает в себе элементы позднего барокко и раннего классицизма. В настоящее время большая часть сочинений композитора утрачена.

## Биография
Франческо Мария Дзанетти родился в Вольтерре 27 марта 1737 года. В нём в раннем возрасте проявились способности к музыке. С 1750 по 1754 год он учился у Джованни Карло Клари, композитора и капельмейстера собора в Пизе, который преподавал ему композицию, пение и игру на органе, клавесине и скрипке. В 1754 году юный музыкант выдержал конкурс и занял место капельмейстера собора в Вольтерре. Одновременно с этим он играл на скрипке и исполнял партию тенора во время выступлений в Лукке.
В 1757 году Франческо Дзанетти поступил в консерваторию Пьета-дей-Туркини в Неаполе. Спустя два года, прервал обучение. В 1760 году поступил в Филармоническую академию в Болонье. В 1760 году был принят на место капельмейстера собора в Перудже. Несмотря на успех его оперных произведений, предпочтение отдавал сочинению духовной и инструментальной музыки. В это время им были написаны многочисленные литургические музыкальные сочинения: мессы, два реквиема, гимны, псалмы, оратории, кантаты.
Композитор также служил музыкальным директором в театре Акуила в Фермо и театре Павоне в Перудже. В последнем им были поставлены оперы «Алекссандр в Индии» Саккини, «Квинт Фабий» и «Преследуемая незнакомка» Анфосси, «Адриан в Сирии» Мысливечека. В настоящее время доказано, информация о гастролях композитора в Лондоне, содержащаяся в справочных изданиях Фети и Айтнера, является ошибочной. Общение композитора с Джоном Уэлкером, издателем его сочинений в Лондоне, шло через посредников. Франческо Дзанетти умер в Перудже 31 января 1788 года.

## Творческое наследие
Творческое наследие композитора включает 4 оперы-сериа, из которых особенным успехом у публики пользовались «Антигон» и «Покинутая Дидона». Такой же популярностью пользовались его интермеццо «Хозяйка гостиницы» и комическая драма «Родственники в соре». Композитор также является автором малого фарса, арии, 9 ораторий и 2 кантаты (все утрачены), многочисленных произведений инструментальной и духовной музыки, включая, сочинения для органа. Большая часть инструментальных сочинений композитора впервые была издана в Лондоне. При написании опер-сериа им был выработан собственный стиль; отказавшись от постулатов неаполитанской оперной школы, он использовал реформаторские идеи, предложенные его современником, композитором Глюком. В его инструментальных сочинениях заметно влияние композиторов Нардини, Боккерини и Виотти.